# Maritimt patruljefly
 Der er for få eller ingen kildehenvisninger i denne artikel, hvilket er et problem. Du kan hjælpe ved at angive troværdige kilder til de påstande, som fremføres i artiklen.

Et maritimt patruljefly (eng: Maritime Patrol Aircraft, MPA), også kendt ved den ældre betegnelse patruljebombefly, er et fly der er designet til at holde sig i luften over lange perioder over havet. Flyene benyttes oftest i decideret patruljetjeneste, antioverfladekrigsførelse-, antiubådskrigsførelse- eller search and rescue-operationer.

## Historie
Det første fly, der blev brugt som et patruljebombefly, blev fløjet af Royal Naval Air Service under 1. verdenskrig. Det blev brugt primært til antiubådspatruljer. I starten var det kun luftskibe der var i stand til at holde sig flyvende i længere perioder (op til 10 timer) og medbringe en våbenlast af betydning. Man benyttede bombefly såsom Sopwith 1 1/2 Strutter, der var et modificeret bombefly, men flyene havde begrænset rækkevidde i forhold til luftskibene. Senere i krigen blev der udviklet fly decideret til denne rolle. Det var typisk store vandflyvere såsom Short 184 eller Felixstowe F.2.
Mange af de maritime patruljefly brugt i 2. verdenskrig var ombyggede bombefly eller civile passagerfly såsom Nazitysklands Focke-Wulf Fw 200 Condor. Desuden gjorde de allierede udbredt brug af B-24 Liberators under 2. verdenskrig til at patruljere områderne mellem Island og Grønland og angribe tyske ubåde. Deciderede patruljefly blev også udviklet såsom Storbritanniens Short Sunderland og den amerikanske PBY Catalina.
Efter krigen blev patruljeflyenes rolle overtaget af ombyggede passagerfly, der havde bedre rækkevidde og ydelse end de fleste bombefly fra 2. verdenskrig. De nyeste bombefly med jetmotorer fra 1950'erne havde ikke den samme udholdenhed eller mulighed for at flyve så langsomt som de civile passagerfly i samme periode, hvilket var essentielt for antiubådsoperationer. Den primære trussel mod USA fra 1960'erne og frem til 1980'erne var sovjetiske ubåde, hvilke man primært detekterede med MAD-udstyr eller sonarbøjer for derefter at kunne engagere med torpedoer eller dybdebomber, hvis det var nødvendigt.
I dag er truslen om storstilet ubådskrig fjern, og mange militære styrker skærer ned på antallet af deres patruljefly. De patruljefly, der stadig er i tjeneste, bliver primært brugt til at bekæmpe smugleri og til at håndhæve landenes eksklusive økonomiske zoner.

## Sensorer
Maritime patruljefly er typisk udrustet med en bred vifte af sensorer:
- Radar til at detektere og spore overfladeskibe.
- Magnetic anomaly detector (MAD), der kan måle udsving i jordens magnetfelt til at detektere ubåde. MAD-sensoren er typisk monteret på flyets hale, således at flyets magnetfelt har så lav en interferens med MAD-udstyret som mulig.
- Sonarbøjer droppet i havet fra flyet kan detektere ubåde og transmittere deres data tilbage til flyet.
- ESM-sensorer til overvågning af civile og militære kommunikationer og andre elektroniske transmissioner.
- Infrarøde kameraer er også brugt til at overvåge overfladeskibe eller ubåde, der benytter en snorkel.
- IFF-system til overvågning af luftrummet.
- AIS (Automatic Identification System) til overvågning af overfladeskibsfart.
- Datalink, såsom Link 11, Link 16 eller Link 22 til udveksling af spor med andre enheder.

Et maritimt patruljefly består typisk af en besætning på 10-12 mand, således at flyene vil være i stand til at operere op til 12 timer ad gangen.

## Bevæbning
Et maritimt patruljefly kan være udrustet med forskellige våben:
- Antiskibsmissiler (eksempelvis AGM-84 Harpoon)
- Luftforsvarsmissiler (eksempelvis AIM-9 Sidewinder)
- Antiubådstorpedoer (eksempelvis MU90 torpedo)
- Dybdebomber
- Maskingeværer

## Eksempler på maritime patruljefly

### Mellemkrigstiden
- Supermarine Southampton
- Blackburn Perth

### 2. verdenskrig
- Consolidated PBY Catalina (USA)
- Consolidated PB2Y Coronado (USA)
- Consolidated PB4Y-2 Privateer (USA)
- Dornier Do 24 (Holland, Tyskland)
- Focke-Wulf Fw 200 Condor (Tyskland)
- Junkers Ju 290 (Tyskland)
- Kawanishi H6K Mavis (Japan)
- Kawanishi H8K Emily (Japan)
- Lockheed Ventura (USA)
- Martin PBM Mariner (USA)
- Short Sunderland (Storbritannien)
- SB2U Vindicator (USA)

### Den kolde krig og moderne tid
- Avro Shackleton (Storbritannien)
- Beriev Be-10 'Mallow' (Sovjetunionen)
- Beriev Be-12 'Mail' (Sovjetunionen)
- Boeing P-8 Poseidon (USA)
- Breguet Alizé (Frankrig) (Hangarskibsbaseret antiubådsfly)
- Breguet Atlantique (Frankrig)
- CASA CN-235 Persuader (Spanien)
- CASA C-295 Persuader (Spanien)
- Canadair CP-107 Argus (Canada)
- Fairey Gannet (Storbritannien) (Hangarskibsbaseret antiubådsfly)
- Fokker F-27 Maritime (Holland)
- Grumman AF Guardian (USA) (Hangarskibsbaseret antiubådsfly)
- Grumman S-2 Tracker (USA) (Hangarskibsbaseret antiubådsfly)
- Hawker-Siddeley Nimrod (Storbritannien)
- Iljusjin Il-38 'May' (Sovjetunionen)
- Lockheed P-2 Neptune (USA)
- Lockheed P-3 Orion (USA)
  - CP-140 Aurora (Canada)
  - CP-140A Arcturus (Canada)
- Lockheed S-3 Viking (USA) (Hangarskibsbaseret antiubådsfly)
- Martin P5M Marlin (USA)
- PZL M28B Bryza 1R, 1RMbis, 1E (Polen)
- Tupolev Tu-142 'Bear F' (Sovjetunionen)
- Bombardier CL-600 Challenger (Danmark)

| Luftfart | Spire Denne artikel om flyvning er en spire som bør udbygges. Du er velkommen til at hjælpe Wikipedia ved at udvide den. |